# اندیس مرمریت سنندجی دیزج خوی
مرمریت سنندجی دیزج خوی یک اندیس مصالح ساختمانی است که در استان آذربایجان غربی قرار دارد و مادهٔ معدنی موجود در آن، مرمریت است. سنگ میزبان این اندیس سنگهای آهک پلاژیک است